# ريتيش ثابا
ريتيش ثابا (بالنيبالية: रितेश थापा)‏ هو لاعب كرة قدم نيبالي في مركز حراسة المرمى، ولد في 2 أكتوبر 1984 في Itahari ‏ في نيبال. شارك مع منتخب نيبال لكرة القدم. أما مع النوادي، فقد لعب مع نادي ثري ستار.

## وصلات خارجية
- ريتيش ثابا على موقع قاعدة بيانات كرة القدم.إي يو (الإنجليزية)
- ريتيش ثابا على موقع ناشيونال فوتبول تيمز (الإنجليزية)